# Машвія
Машвія (араб. سلطة مشوية, трансліт. salata mashwiya , «салат на грилі») — туніський салат. Дуже популярна гостра перша страва з Тунісу, країни в Північній Африці. Зазвичай споживається влітку. Складається з овочів на грилі, помідорів, перцю, цибулі та часнику, який також може містити баклажани. Їх готують на грилі в духовці або на плиті, а потім подрібнюють, приправляють спеціями, потім додають тунець і оливкову олію, а іноді для прикраси кладуть варені яйця.

## Користь для здоров'я
Slata mechouia є основним харчовим джерелом антиоксиданту лікопіну, який пов'язаний з багатьма перевагами для здоров'я, включаючи зниження ризику серцевих захворювань і раку. Це також чудове джерело вітаміну С, калію, фолатів і вітаміну К. Містить клітковину, вітаміни Е і С. Жителі Північної Африки використовують її для зменшення запалення і загоєння інфекцій.